# Rapala vajana
Rapala vajana är en fjärilsart som beskrevs av Corbet 1940. Rapala vajana ingår i släktet Rapala och familjen juvelvingar. Inga underarter finns listade.